# Open Floridablanca
L'Open Floridablanca, noto in precedenza come Open Bucaramanga e anche Claro Open Floridablanca, Seguros Bolívar Open Bucaramanga e Claro Open Bucaramanga per ragioni di sponsorizzazione, è stato un torneo professionistico di tennis giocato sulla terra rossa, che faceva parte dell'ATP Challenger Tour. L'ultima edizione del 2017 si è giocata a Floridablanca in Colombia, mentre le precedenti edizioni tra il 2009 e il 2016 si erano giocate annualmente nella vicina Bucaramanga.

## Albo d'oro

### Singolare
| Anno | Campione             | Finalista            | Punteggio     |
| ---- | -------------------- | -------------------- | ------------- |
| 2017 | Guido Pella          | Facundo Argüello     | 6–2, 6–4      |
| 2016 | Gerald Melzer        | Paolo Lorenzi        | 6–3, 6–1      |
| 2015 | Daniel Gimeno Traver | Gastão Elias         | 6–3, 1–6, 7–5 |
| 2014 | Alejandro Falla      | Paolo Lorenzi        | 7–5, 6–1      |
| 2013 | Federico Delbonis    | Wayne Odesnik        | 7–6(4), 6–3   |
| 2012 | Wayne Odesnik        | Adrian Ungur         | 6–1, 7–6(4)   |
| 2011 | Éric Prodon          | Fernando Romboli     | 6–3, 4–6, 6–1 |
| 2010 | Eduardo Schwank      | Juan Pablo Brzezicki | 6–4, 6–2      |
| 2009 | Horacio Zeballos     | Carlos Salamanca     | 7–5, 6–2      |

### Doppio
| Anno | Campioni                              | Finalisti                             | Punteggio           |
| ---- | ------------------------------------- | ------------------------------------- | ------------------- |
| 2017 | Sergio Galdós Nicolás Jarry           | Sekou Bangoura Evan King              | 6–3, 5–7, [10–1]    |
| 2016 | Julio Peralta Horacio Zeballos (2)    | Sergio Galdós Luis David Martínez     | 6–2, 6–2            |
| 2015 | Guillermo Durán Andrés Molteni        | Nicolás Barrientos Eduardo Struvay    | 7–5, 6(8)–7, [10–0] |
| 2014 | Juan Sebastián Cabal (2) Robert Farah | Kevin King Juan Carlos Spir           | 7–6(3), 6–3         |
| 2013 | Marcelo Demoliner Franko Škugor       | Sergio Galdós Marco Trungelliti       | 7–6(8), 6–2         |
| 2012 | Ariel Behar Horacio Zeballos (1)      | Miguel Ángel López Jaén Paolo Lorenzi | 6–4, 7–6(5)         |
| 2011 | Juan Sebastián Cabal (1) Robert Farah | Pablo Galdón Andrés Molteni           | 6–1, 6–2            |
| 2010 | Pere Riba Santiago Ventura            | Marcelo Demoliner Rodrigo Guidolin    | 6–2, 6–2            |
| 2009 | Diego Álvarez Carlos Poch-Gradin      | Carlos Avellan Eric Gomes             | 7–6(7), 6–1         |